# Los Paraguayos
Лос-Парагвайос (ісп. Los Paraguayos) — парагвайський музичний гурт, заснований у 1957 році Луїсом Альберто дель Параною, що спеціалізувалась на народній класичній музиці.

## Кар'єра
Гурт було створено Луїсом Альберто дель Параною (* 21 червня 1928 — † 1974), після того, як його попередній гурт Los Tres Paraguayos розпалався. До складу нового гурту ввійшли його брат Рейнальдо Меса, арфіст Хосе де лос Сантос Гонсалес, гітарист Анхель «Пато» Гарсія та Рубіто Мендіна.
Лос-Парагвайос мав світовий успіх і також кілька разів виступав з Бітлз. Група виступала в Медісон-сквер-Гарден у Нью-Йорку, у Олімпії в Парижі, London Palladium у Лондоні та у Залі Чайковського в Москві .
Після смерті Луїса Альберто, його брат Рейнальдо Меса очолив групу, до складу якої увійшли також Альфредо Маркуччі та Арсеніо Хара.
Оскільки група була дуже успішною, її скопіювали багато інших груп, які називали себе Los Reyes Paraguayos («королівські парагвайці»), «Los verdaderos Paraguayos» («справжні парагвайці»). Ці групи виступали у різних складах із співаками, гітаристами, барабанщиками та арфістами як посли парагвайської культури у всьому світі. До репертуару колективів, серед інших, належать південноамериканські, іспанські та мексиканські класичні народні пісні, такі як Гуантанамера, Ла бамба, El Cóndor Pasa, Малаґенья Салероса та інші.

## Дискографія
- 1957 - Best Of Trio Los Paraguayos (LP)
- 1962 - The Paraguayos Golden Hits (LP)
- 1966 - Popular Favourites (LP)
- 1966 - La Bamba (LP)
- 1967 - Los Paraguayos Extraordinaire (LP)
- 1967 - Los Tres Paraguayos (LP)
- 1967 - Los Tres Paraguayos Volume 2 (LP)
- 1971 - Los Paraguayos (LP)
- 1971 - Tropical Carnival (LP)
- 1972 - The Hi-Fi Stereo Sound Of Los Paraguayos (LP)
- 1975 - The Paraguayos' Golden Hits (LP)
- 1976 - Die 20 Schönsten Südamerika-Hits (LP)
- 19?? - The Best Of (LP)
- 19?? - Los Paraguayos (LP)
- 19?? - Paraguay De Mis Amores (LP)
- 19?? - Guantanamera (LP)[4]